# Пізняк Юрій Олексійович
Ю́рій Олексі́йович Пізня́к (3 липня 1963 — 14 серпня 2014) — сільськогосподарський діяч, волонтер.

## Життєпис
Закінчив Славнівську школу, Київський інститут народного господарства імені Коротченка, пройшов строкову службу в радянській армії. Працював за фахом у колгоспі «Радянська Україна», по зникненні СРСР — в інших реструктуризованих господарствах. Починав керувати невеличким сільгосппідприємством «Вознесенка». 15 квітня 2000 року з колегами створив ТОВ агрофірму «Зоря», в якому посідав посаду генерального директора.
Позаштатний радник голови Дніпропетровської ОДА, фермер. Був одним з ініціаторів створення громадської організації «Всеукраїнська аграрна Рада».
У часі війни — доброволець — волонтер. З травня 2014 року співпрацював із військовиками, що дислокувалися на території Межівського району, надавав підтримку й фінансову допомогу. Організував оборону Дніпропетровської області, блокпостів на кордоні з зоною бойових дій, займався забезпеченням армії та батальйонів.
Убитий в ніч проти 14 серпня 2014 року на блокпосту «Слов'янка-кордон», на якому бойовики намагалися зі зброєю прорватися з Донецької області у Дніпропетровську. Юрій поїхав до блокпоста, коли дістав повідомлення, що там почалася стрілянина, його машину розстріляли на під'їзді до блокпоста. Лише коли прибула група спецпризначенців і захопила злочинців, Юрія змогли відправили до лікарні, але врятувати його життя не вдалося.
Похований у селі Славне (Межівський район, Дніпропетровська область).
Без Юрія лишились дружина Ірина Пізняк, донька Ірина і син Дмитро. Син навчався в Межівському аграрному коледжі-інтернаті.

## Нагороди та вшанування
За значний особистий внесок у соціально-економічний, науково-технічний, культурно-освітній розвиток Української держави, вагомі трудові досягнення, багаторічну сумлінну працю
- орденом «За заслуги» III ступеня (1.12.2014, посмертно)
- У Слов'янці в червні 2015-го відкрито й освячено меморіальну дошку Юрію Пізняку.[1]
- Його портрет розміщений на меморіалі «Стіна пам'яті полеглих за Україну» в Києві: секція 2, ряд 7, місце 34.